# ميكرو سيب
ميكرو سيب هو بروتوكول بدء جلسة محمول، مُصمم لإجراء المكالمات الهاتفية عبر الإنترنت، مبني على مكدسة PJSIP المُتاحة لنظام تشغيل مايكروسوفت ويندوز. يُسهّل هذا البرنامج إنتاج صوت عالي الجودة من خلال الميثاق (ند لند أو على الهواتف العادية) مبني بروتوكول بدء الجلسة المفتوح.
يُصنَّف ميكرو سيب على انه برمجية حرة مفتوحة المصدر ويتم إصداره تحت رخصة جنو العمومية.
1. ↑  "microsip". 14 سبتمبر 2022. اطلع عليه بتاريخ 2023-06-19.